# Божевільний науковець

Один популярний стереотип божевільного вченого: білий чоловік похилого віку, криві зуби, брудне волосся, лабораторний халат, шипучий пробірок, окуляри, рукавички і драматична поза під час драматичного сміху

Божевільний науковець (також божевільний доктор або божевільний професор; англ. mad scientist — скажений науковець) — карикатура на науковця, який описується як «божевільний» завдяки поєднанню незвичайних або тривожних рис особистості та безмежно амбітних, табу або гібристичної природи їхніх експериментів. У творах фантастики, божевільний вчений зазвичай висвітлюється як злий геній (лиходій), проте інколи може бути протагоністом чи нейтральним персонажем. Зазвичай описується як божевільний, ексцентричний або незграбний. Деякі з божевільних вчених можуть мати доброзичливі або добродушні наміри, навіть якщо їхні дії небезпечні або сумнівні, що може зробити їх випадковими лиходіями.

## Галерея

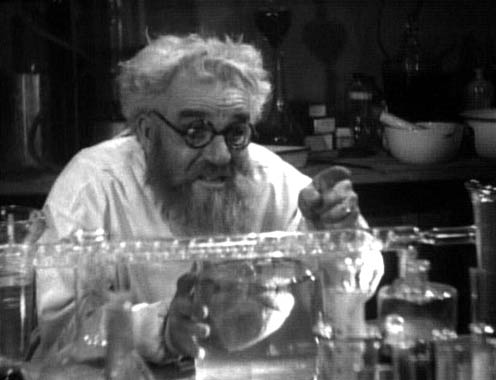
Горацій Б. Карпентер у ролі доктора Мейршульца, вченого, який намагається повернути мертвих до життя, у фільмі 1934 року «Маніак».
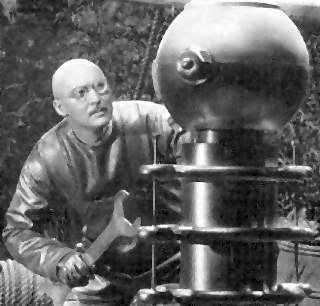
Альберт Деккер у ролі доктора Александра Торкеля із «Доктора Циклопа» (1940).
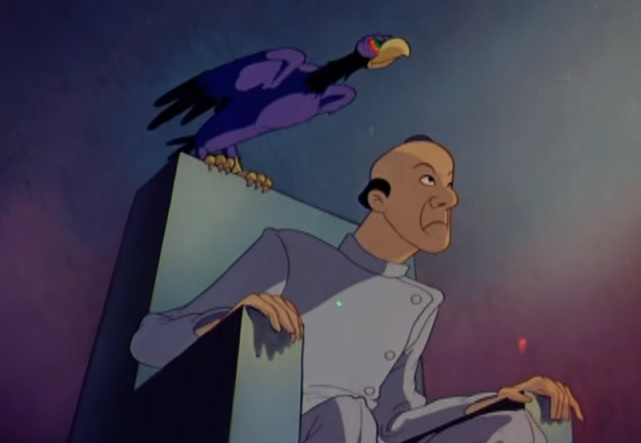
У мультсеріалі «Супермен» (1941)
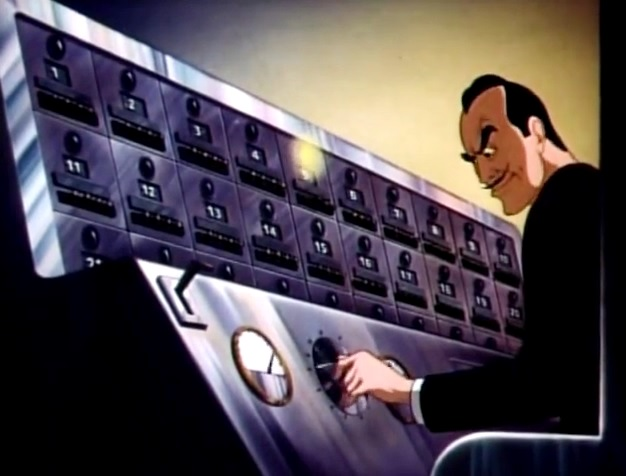
У мультсеріалі «Супермен» (1941)